# Ernest Nagel
Ernest Nagel (Vágújhely, 16 novembre 1901 – New York, 20 settembre 1985) è stato un filosofo statunitense.
Insieme a Rudolf Carnap, Hans Reichenbach e Carl Gustav Hempel, è una delle figure principali del positivismo logico. Il suo libro del 1961 The Structure of Science è considerato un lavoro fondamentale nella logica della spiegazione scientifica.

## Biografia
Nagel nacque a Vágújhely, cittadina dell'allora Impero austro-ungarico (oggi Nové Mesto nad Váhom, Slovacchia) da genitori ebrei. Sua madre, Frida Weiss, era della vicina città di Vrbové. Emigrò negli Stati Uniti all'età di 10 anni e divenne cittadino statunitense nel 1919. Conseguì la laurea presso il City College di New York nel 1923 e nel 1931 il dottorato di ricerca presso la Columbia University, con una tesi sul concetto di misura.
Grazie all'assegnazione della borsa di studio Guggenheim Fellowship poté trascorrere un anno in Europa (dall'agosto 1934 al luglio 1935) per conoscere le nuove tendenze filosofiche del continente.
Ad eccezione di un anno (1966-1967) alla Rockefeller University, Nagel trascorse tutta la sua carriera accademica alla Columbia University. Divenne il primo professore di filosofia della cattedra "John Dewey" nel 1955, poi professore universitario dal 1967 fino al suo pensionamento avvenuto nel 1970. Egli continuò comunque ad insegnare. Nel 1977 venne eletto all'Accademia Nazionale delle Scienze, uno dei pochi filosofi a riuscirci.
Il suo lavoro riguardava la filosofia applicata ai campi matematici, come la geometria e la probabilità, la meccanica quantistica e lo status delle teorie scientifiche riduttive e induttive. Il suo libro The Structure of Science del 1961 ha praticamente inaugurato il campo della filosofia analitica della scienza. Ha esposto i diversi tipi di spiegazione in diversi campi ed era scettico riguardo ai tentativi di unificare la natura delle leggi o delle spiegazioni scientifiche. Fu il primo a proporre che postulando equivalenze analitiche (o "leggi ponte") tra i termini di scienze diverse, si potrebbero eliminare tutti gli impegni ontologici tranne quelli richiesti dalla scienza più elementare. Sosteneva anche l'idea che le scienze sociali sono scientifiche e dovrebbero adottare gli stessi standard delle scienze naturali.
Nel 1934 Nagel scrisse An Introduction to Logic and the Scientific Method con Morris Raphael Cohen, il suo insegnante al City College di New York e nel 1958 pubblicò, con James R. Newman, un breve libro dove venivano spiegati i teoremi di incompletezza di Gödel a coloro che non conoscevano a sufficienza la logica matematica. Ha curato il Journal of Philosophy dal 1939 al 1956 e il Journal of Symbolic Logic dal 1940 al 1946.
Come intellettuale sostenne un approccio scettico alle affermazioni del paranormale, diventando nel 1976 uno dei primi sponsor e membri del Committee for Skeptical Inquiry insieme ad altri 24 importanti filosofi come Willard Van Orman Quine. Il comitato lo ha inserito postumo nel "Pantheon degli scettici" in riconoscimento del contributo di Nagel alla causa dello scetticismo scientifico. Nagel era ateo.
Nagel fu membro eletto dal 1962 dell'American Philosophical Society e dal 1981 anche dell'American Academy of Arts and Sciences.
Morì a New York nel settembre del 1985. Aveva due figli, Alexander Nagel (professore di matematica all'Università del Wisconsin) e Sidney Nagel (professore di fisica all'Università di Chicago).